# Grand Prix de la ville de Hal
Le Grand Prix de la ville de Halle ou Grand Prix de la ville de Hal (en néerlandais : Grote Prijs Stad Halle) est une course cycliste masculine disputée autour de Hal, dans la province du Brabant flamand, en Belgique.
Suivant une volonté de la ville de Hal, cette compétition cycliste succède à la course Halle-Ingooigem organisée de 2006 à 2019, elle-même précédée de Bruxelles-Ingooigem entre 1945 et 2005.
La première édition qui devait avoir lieu en 2023 est reportée en 2024. Elle est courue par les professionnels et fait partie de l'UCI Europe Tour, en catégorie 1.2. En 2024, la distance de la course est de 177 km. Le parcours est alors constitué d'une première boucle de 21,6 km puis de six boucles de 25,9 km partant et arrivant à Hal.

## Palmarès
| Année | Vainqueur       | Deuxième         | Troisième         |
| ----- | --------------- | ---------------- | ----------------- |
| 2024  | Federico Savino | Emanuel Zangerle | Lars Vanden Heede |